# Radiyya Begum
Radiyya Begum (Razia Sultan, oprindelig Razia al-Din) var en af få kvindelige monarker i det muslimske Indiens historie. Hun indtog sultanens trone i Delhi 1236 efter at hendes far Iltutmish var død samme år. Faderen udpegede Radiyya som tronfølger før hendes fire brødre. Dog usurperede broderen Rukn-ud-din Firuz tronen i 7 måneder efter faderens død.
Radiyya skal have opretholdt lov og orden inden for Delhisultanatet og gennemført reformer, eksempelvis afskaffelse af hijab for kvinder. Selv optrådte hun i officielle sammenhænge klædt som en mand.
Efter at Radiyya gjorde en etiopisk slave til sin nærmeste fortrolige begyndte det tyrkiske hofparti at intrigere mod hende. Da hun 1240 befandt sig i Bathinda for at slå et oprør ned, gennemførtes en paladsrevolution og broderen Bahram blev udråbt til ny sultan. Radiyya svarede med straks at gifte sig med Malik Altuniya, den oprørske guvernør i Bathinda, og søgte at genindtage sin trone. Bahram, støttet af det tyrkiske hofparti, besejrede dog Radiyya, som blev dræbt, da hun flygtede fra slagmarken.